# Archival Resource Key
Un Archival Resource Key (ARK) es un identificador persistente multipropósito para objetos de información de cualquier tipo. Se expresa en forma de enlace (URL, por sus siglas en inglés). Un ARK contiene la etiqueta ark: después del nombre del servidor (hostname) de la URL, el cual establece la expectativa de que mediante el navegador la URL terminada en '?' devuelva un breve registro con metadatos. En el caso de una dirección URL terminada en '??', se espera obtener los metadatos de la declaración actual de compromiso del proveedor de servicio.  El ARK y sus inflexiones ('?' y '??') permite a un proveedor de persistencia ofrecer tres facetas para lograr dicho fin.
En 2019 se registró como esquema de Identificador Uniforme de Recursos (URI).
Implícito en el diseño del esquema ARK es que la persistencia es puramente un asunto de servicio y no una propiedad de una sintaxis de nombrado particular.  Además, un "identificador persistente" no puede nacer persistente, pero un identificador de cualquier esquema solo se puede probar persistente con el paso del tiempo.  Las inflexiones proporcionan información que permite juzgar la probabilidad de persistencia de un identificador.
Los ARKs pueden ser mantenidos y resueltos localmente usando software libre como ser Noid (Nice Opaque Identifiers, lindos identificadores opacos) o mediante servicios como EZID y el resolver central N2T (Name-to-thing, Nombre-a-Cosa).

## Estructura
```

   http://ejemplo.org/ark:/12025/654xz321/s3/f8.05v.tiff
   \________________/ \__/ \___/ \______/ \____________/
     (reemplazable)    |     |      |       Calificador
          |     Etiqueta ARK |      |    (NMA-soportado)
          |                  |      |
Name Mapping Authority       |  Nombre (NAA-asignado)
   Hostport (NMAH)           |
                    Name Assigning Authority Number (NAAN)

```

En forma genérica:
```
[http://NMAH/]ark:/NAAN/Name[Calificador]
```

- NAAN: Name Assigning Authority Number (número de autoridad asignante del nombre): Identificador único obligatorio de la organización que originalmente nombró el objeto.
- NMAH: Name Mapping Authority Host (Anfitrión de Autoridad de Mapeo de nombres): Opcional y nombre de equipo/servidor reemplazable de una organización que actualmente proporciona servicio para el objeto.
- Calificador: Cadena de texto opcional que extiende la base ARK para ofrecer acceso a subcomponentes jerárquicos individuales de un objeto y sus variantes (versiones, lenguajes, formatos).[2][3]

Por ejemplo, el identificador ark:/53355/cl010066723, referencia hacia la URL https://collections.louvre.fr/ark:/53355/cl010066723 a la cual podemos acceder usando por ejemplo el resolvedor/NMA identifiers.org (https://identifiers.org/ark:/53355/cl010066723), o también n2t.net (https://n2t.net/ark:/53355/cl010066723). En este ejemplo el nombre del objeto cl010066723, asignado por el NAAN cuyo identificador a su vez es 53355.

## Name Assigning Authority Numbers (NAANs)
La Biblioteca Digital de California mantiene un completo registro de NAANs. Esto es replicado por al Bibliothèque Nationale de Francia y la Biblioteca Nacional de Medicina de EE.UU.. En 2018 contenía 568 entradas, algunas de las cuales figuran más abajo.
- 12025: National Library of Medicine
- 12148: Bibliothèque Nationale de France
- 13030: California Digital Library
- 13038: World Intellectual Property Organization
- 13960: Internet Archive
- 14023: Revista de Arte, Ciência e Comunicação
- 14365: Colectica
- 15230: Rutgers University
- 17101: Centre for Ecology & Hydrology
- 20775: University of California, San Diego
- 21198: University of California Los Angeles
- 26678: Frantiq
- 25031: University of Kansas
- 25593: Emory University
- 25652: École nationale supérieure des mines de Paris
- 26677: Library and Archives Canada
- 27927: Portico/Ithaka Electronic-Archiving Initiative
- 28722: University of California Berkeley
- 29114: University of California San Francisco
- 32150: University of Durham
- 35911: IEEE
- 39331: National Library of Hungary
- 45487: Russian Linguistic Bulletin (Российский Лингвистический Бюллетень)
- 48223: UNESCO
- 52327: Bibliothèque et Archives Nationales du Québec
- 61001: University of Chicago
- 62624: New York University
- 64269: Digital Curation Centre
- 65323: University of Calgary
- 67531: University of North Texas
- 78319: Google
- 78428: University of Washington
- 80444: Northwest Digital Archives
- 81055: British Library
- 88435: Princeton University
- 87925: University College Dublin

## Servicios genéricos
Se han definido tres servicios generales ARK. Los mismos se describen más abajo en términos independientes de un protocolo en particular. Estos servicios se pueden implementar mediante diferentes metodologías con la tecnología actual o futura.

### Servicio de acceso (acceso, ubicación)
- Devuelve (una copia de) el objeto o redirige a uno igual, a pesar de que puede ser sustituido por un objeto análogo intermediario (por ejemplo, una tabla de contenido en vez de un gran documento).
- Puede devolver una lista discriminada de ubicaciones de objetos alternativos.
- Si el acceso es denegado, devuelve una explicación de la actual o permanente inaccesibilidad.

### Servicio de política (permanencia, nombrando, etc.)
- Devuelve la declaración de políticas y soporte determinados para unos ARKs dados.
- Las declaraciones son devueltas , o bien en un formato de metadatos estructurados, o mediante un texto legible para humanos. En ocasiones un mismo formato sirve para ambos propósitos.
- En pedidos separados se pueden acceder a políticas de subáreas. Las siguientes subáreas deben ser cubiertas:
  - permanencia de objeto,
  - nombrado de objeto,
  - dirección de fragmento de objeto, y
  - soporte de servicio operacional.

### Servicio de descripción
- Devuelve una descripción del objeto. La descripción es devuelta, o bien mediante un formato de metadatos estructuraRegresos una descripción del objeto. Las descripciones son devueltas , o bien en un formato de metadatos estructurados, o mediante un texto legible para humanos. En ocasiones un mismo formato sirve para ambos propósitos.
- Una descripción debe como mínimo responder el quién, qué, cuándo, y dónde respecto de una expresión del objeto.
- Las descripciones aisladas deben ser acompañadas por la fecha de modificación y la fuente de la descripción misma.
- Puede devolver una lista discriminada de ARKs relacionados con un ARK dado.